# Toxorhina cocottensis
Toxorhina cocottensis är en tvåvingeart som beskrevs av Alexander 1956. Toxorhina cocottensis ingår i släktet Toxorhina och familjen småharkrankar.
Artens utbredningsområde är Mauritius. Inga underarter finns listade i Catalogue of Life.